# هنریش هیزنگر
هنریش هیزنگر (انگلیسی: Heinrich Hiesinger؛ زادهٔ ۲۵ مه ۱۹۶۰) کارآفرین، بازرگان و مدیر ارشد اجرایی آلمانی است، که اکنون به‌عنوان مدیر عامل اجرایی شرکت تیسن‌کروپ فعالیت می‌کند.